# Cofidis
Cofidis a.s. je nebankovní finanční společnost, která se specializuje na poskytování spotřebitelských úvěrů a nebankovních půjček. Cofidis a.s. patří do mezinárodní finanční skupiny COFIDIS Participation, která zastřešuje 3 značky: Cofidis; Créatis - lídra na francouzském trhu v oblasti konsolidace úvěrů; a Monabanq - francouzskou online banku nové generace. Celá skupina zahrnuje dohromady 4 300 zaměstnanců.

## Charakteristika společnosti
Společnost Cofidis a.s. je součástí mezinárodní finanční skupiny COFIDIS Participation a od roku 2008 je stoprocentně vlastněna mateřskou francouzskou firmou se základním kapitálem 391 614 000 Kč . Společnost Cofidis a.s. se specializuje na poskytování spotřebitelských úvěrů prostřednictvím internetu či po telefonu.
Společnost Cofidis poskytuje jak účelové úvěry pro nákup konkrétního zboží, tak i neúčelové – bez udání důvodu. Dále nabízí konsolidaci, partnerský úvěr, revolvingový úvěr, novomanželskou úvěr apod. U všech typů úvěrů je možné sjednat pojištění pro případy: ztráta zaměstnání, dočasná pracovní neschopnost, úplná a nezvratná ztráta samostatnosti a úmrtí. Od roku 2011 Cofidis nabízí produkt iplatba určený pro nákupy na splátky z eshopů.
V indexu etického úvěrování připravovaném společností Člověk v tísni  se Cofidis ČR pravidelně umísťuje na čelních pozicích v rámci nebankovního sektoru. V letech 2008 a 2010 byl v indexu na prvním místě. V rámci studie Navigátor Bezpečného úvěru (2011) byla společnost Cofidis zařazena mezi značkové nebankovní domy.

## Historie
Finanční skupina Cofidis vznikla ve Francii. V současnosti podle svých oficiálních stránek působí v 8 zemích: Belgie, Francie, Španělsko, Portugalsko, Itálie, Česko, Slovensko a Maďarsko . Finanční skupina COFIDIS Participation je zastoupena dvěma akcionáři: jednou z nevýznamnějších evropských a francouzských bank Banque Fédérative du Crédit Mutuel a mezinárodní skupinou specializující se na online prodej 3 Suisses International, která je také minoritním vlastníkem.
V České republice společnost Cofidis a.s. nabízí své finanční služby od roku 2004, kdy se v roce 2005 stala jedním z prvních poskytovatelů online úvěrů na českém trhu. V následujících letech se stala členem České leasingové a finanční asociace  a vyhrála 1. místo v Indexu etického úvěrování. Objem poskytnutých půjček činil v prvních 9 měsících roku 2007 584 mil. Kč, čímž se firma řadila na 12. místo podle objemu poskytnutých spotřebitelských úvěrů.
Cofidis s.r.o. získala 16. února 2018 licenci nebankovního poskytovatele spotřebitelských úvěrů od České národní banky, kterou má povinnost mít od června 2018.
Cofidis s.r.o. změnila 1.1.2023 právní formu a stala akciovou společností COFIDIS a.s.

## Sport
Společnost je vlastníkem profesionální cyklistické stáje Cofidis, kterou v letech 2004, 2007 a 2012 provázely dopingové skandály.